# Grand Prix Júnior de Patinação Artística no Gelo de 2003–04
O Grand Prix Júnior de Patinação Artística no Gelo de 2003–04 foi a sétima temporada do Grand Prix ISU Júnior, uma série de competições de nível júnior de patinação artística no gelo disputada na temporada 2003–04. São distribuídas medalhas em quatro disciplinas, individual masculino e individual feminino, duplas e dança no gelo. Os patinadores ganham pontos com base na sua posição em cada evento e os oito primeiros de cada disciplina são qualificados para competir na final do Grand Prix Júnior, realizada em Malmö, Suécia.
A competição é organizada pela União Internacional de Patinação (em inglês:  International Skating Union), a série Grand Prix começou em 11 de setembro e continuaram até 14 de dezembro de 2003.

## Calendário
| #     | Evento                                | Localização               | Data                 | Ref         |
| ----- | ------------------------------------- | ------------------------- | -------------------- | ----------- |
| 1     | Sofia Cup de 2003                     | Sófia, Bulgária           | 11–13 de setembro    | [ 1 ]       |
| 2     | Skate Slovakia de 2003                | Bratislava, Eslováquia    | 18–21 de setembro    | [ 2 ] [ 3 ] |
| 3     | Mexico Cup de 2003                    | Cidade do México, México  | 24–28 de setembro    | [ 4 ]       |
| 4     | Czech Skate de 2003                   | Ostrava, República Tcheca | 2–5 de outubro       | [ 5 ]       |
| 5     | Skate Bled de 2003                    | Bled, Eslovênia           | 9–12 de outubro      | [ 6 ] [ 7 ] |
| 6     | SBC Cup de 2003                       | Okaya, Japão              | 16–19 de outubro     | [ 8 ]       |
| 7     | Croatia Cup de 2003                   | Zagreb, Croácia           | 22–26 de outubro     | [ 9 ]       |
| 8     | Gdańsk Cup de 2003                    | Gdańsk, Polônia           | 30 de out.–2 de nov. | [ 10 ]      |
| Final | Final do Grand Prix Júnior de 2003–04 | Malmö, Suécia             | 11–14 de dezembro    | [ 11 ]      |

## Medalhistas

### Sofia Cup
| Evento                        | Ouro                                        | Prata                                          | Bronze                                           |
| Individual masculino detalhes | Andrei Griazev · Rússia                     | Tomáš Verner · República Tcheca                | Shawn Sawyer · Canadá                            |
| Individual feminino detalhes  | Lina Johansson · Suécia                     | Kimmie Meissner · Estados Unidos               | Cynthia Phaneuf · Canadá                         |
| Duplas detalhes               | Natalia Shestakova · Pavel Lebedev · Rússia | Tatiana Volosozhar · Petr Kharchenko · Ucrânia | Brittany Vise · Nicholas Kole · Estados Unidos   |
| Dança no gelo detalhes        | Nóra Hoffmann · Attila Elek · Hungria       | Camilla Spelta · Luca Lanotte · Itália         | Anastasia Platonova · Andrei Maximishin · Rússia |

### Skate Slovakia
| Evento                        | Ouro                                            | Prata                                            | Bronze                                           |
| Individual masculino detalhes | Andrei Griazev · Rússia                         | Nobunari Oda · Japão                             | Christopher Mabee · Canadá                       |
| Individual feminino detalhes  | Mai Asada · Japão                               | Katy Taylor · Estados Unidos                     | Olga Naidenova · Rússia                          |
| Duplas detalhes               | Tatiana Kokoreva · Egor Golovkin · Rússia       | Anastasia Kuzmina · Stanislav Evdokimov · Rússia | Amy Howerton · Steven Pottenger · Estados Unidos |
| Dança no gelo detalhes        | Elena Romanovskaya · Alexander Grachev · Rússia | Anna Zadorozhniuk · Sergei Verbillo · Ucrânia    | Morgan Matthews · Maxim Zavozin · Estados Unidos |

### Mexico Cup
| Evento                        | Ouro                                         | Prata                                          | Bronze                                  |
| Individual masculino detalhes | Jordan Brauninger · Estados Unidos           | Takahiko Kozuka · Japão                        | Ken Rose · Canadá                       |
| Individual feminino detalhes  | Miki Ando · Japão                            | Danielle Kahle · Estados Unidos                | Jessica Dubé · Canadá                   |
| Duplas detalhes               | Jessica Dubé · Bryce Davison · Canadá        | Brittany Vise · Nicholas Kole · Estados Unidos | Michelle Cronin · Brian Shales · Canadá |
| Dança no gelo detalhes        | Natalia Mikhailova · Arkadi Sergeev · Rússia | Alexandra Zaretsky · Roman Zaretsky · Israel   | Anna Cappellini · Matteo Zanni · Itália |

### Czech Skate
| Evento                        | Ouro                                          | Prata                                          | Bronze                                         |
| Individual masculino detalhes | Tomáš Verner · República Tcheca               | Sergei Dobrin · Rússia                         | Alexander Uspenski · Rússia                    |
| Individual feminino detalhes  | Lucie Krausová · República Tcheca             | Olga Naidenova · Rússia                        | Akiko Kitamura · Japão                         |
| Duplas detalhes               | Maria Mukhortova · Maxim Trankov · Rússia     | Tatiana Volosozhar · Petr Kharchenko · Ucrânia | Arina Ushakova · Alexander Popov · Rússia      |
| Dança no gelo detalhes        | Anna Zadorozhniuk · Sergei Verbillo · Ucrânia | Olga Orlova · Maxim Bolotin · Rússia           | Petra Pachlová · Petr Knoth · República Tcheca |

### Skate Bled
| Evento                        | Ouro                                      | Prata                                       | Bronze                                  |
| Individual masculino detalhes | Christopher Mabee · Canadá                | Dennis Phan · Estados Unidos                | Shawn Sawyer · Canadá                   |
| Individual feminino detalhes  | Kimmie Meissner · Estados Unidos          | Lina Johansson · Suécia                     | Viktória Pavuk · Hungria                |
| Duplas detalhes               | Tatiana Kokoreva · Egor Golovkin · Rússia | Natalia Shestakova · Pavel Lebedev · Rússia | Terra Findlay · John Mattatal · Canadá  |
| Dança no gelo detalhes        | Nóra Hoffmann · Attila Elek · Hungria     | Ekaterina Rubleva · Ivan Shefer · Rússia    | Anna Cappellini · Matteo Zanni · Itália |

### SBC Cup
| Evento                        | Ouro                                         | Prata                                           | Bronze                                             |
| Individual masculino detalhes | Evan Lysacek · Estados Unidos                | Kazumi Kishimoto · Japão                        | Nobunari Oda · Japão                               |
| Individual feminino detalhes  | Miki Ando · Japão                            | Mai Asada · Japão                               | Aki Sawada · Japão                                 |
| Duplas detalhes               | Jessica Dubé · Bryce Davison · Canadá        | Michelle Cronin · Brian Shales · Canadá         | Brooke Castile · Benjamin Okolski · Estados Unidos |
| Dança no gelo detalhes        | Natalia Mikhailova · Arkadi Sergeev · Rússia | Elena Romanovskaya · Alexander Grachev · Rússia | Lauren Senft · Leif Gislason · Canadá              |

### Croatia Cup
| Evento                        | Ouro                                              | Prata                                            | Bronze                                           |
| Individual masculino detalhes | Evan Lysacek · Estados Unidos                     | Alban Préaubert · França                         | Sergei Dobrin · Rússia                           |
| Individual feminino detalhes  | Danielle Kahle · Estados Unidos                   | Myriane Samson · Canadá                          | Elena Naumova · Rússia                           |
| Duplas detalhes               | Andrea Varraux · David Pelletier · Estados Unidos | Amy Howerton · Steven Pottenger · Estados Unidos | Anastasia Kuzmina · Stanislav Evdokimov · Rússia |
| Dança no gelo detalhes        | Morgan Matthews · Maxim Zavozin · Estados Unidos  | Olga Orlova · Maxim Bolotin · Rússia             | Camilla Spelta · Luca Lanotte · Itália           |

### Gdańsk Cup
| Evento                        | Ouro                                         | Prata                                     | Bronze                                                |
| Individual masculino detalhes | Parker Pennington · Estados Unidos           | Alexander Uspenski · Rússia               | Yasuharu Nanri · Japão                                |
| Individual feminino detalhes  | Viktória Pavuk · Hungria                     | Akiko Kitamura · Japão                    | Kiira Korpi · Finlândia                               |
| Duplas detalhes               | Maria Mukhortova · Maxim Trankov · Rússia    | Arina Ushakova · Alexander Popov · Rússia | Brandilyn Sandoval · Laureano Ibarra · Estados Unidos |
| Dança no gelo detalhes        | Alexandra Zaretsky · Roman Zaretsky · Israel | Ekaterina Rubleva · Ivan Shefer · Rússia  | Kirsten Frisch · Augie Hill · Estados Unidos          |

### Final do Grand Prix Júnior
| Evento                        | Ouro                                  | Prata                                           | Bronze                                           |
| Individual masculino detalhes | Evan Lysacek · Estados Unidos         | Andrei Griazev · Rússia                         | Christopher Mabee · Canadá                       |
| Individual feminino detalhes  | Miki Ando · Japão                     | Lina Johansson · Suécia                         | Viktória Pavuk · Hungria                         |
| Duplas detalhes               | Jessica Dubé · Bryce Davison · Canadá | Natalia Shestakova · Pavel Lebedev · Rússia     | Maria Mukhortova · Maxim Trankov · Rússia        |
| Dança no gelo detalhes        | Nóra Hoffmann · Attila Elek · Hungria | Elena Romanovskaya · Alexander Grachev · Rússia | Morgan Matthews · Maxim Zavozin · Estados Unidos |

## Classificação para a Final do Grand Prix Júnior
Cada patinador pontua dependendo da posição obtida, somando as duas melhores pontuações. Os oito melhores se classificam para disputa da final. A pontuação por eventos é a seguinte:
| Pos. | Pontos (Individuais/Dança) | Pontos (Duplas) |
| ---- | -------------------------- | --------------- |
| 1º   | 15                         | 15              |
| 2º   | 13                         | 13              |
| 3º   | 11                         | 11              |
| 4º   | 9                          | 9               |
| 5º   | 7                          | 7               |
| 6º   | 5                          | 5               |
| 7º   | 4                          | 4               |
| 8º   | 3                          | 3               |
| 9º   | 2                          | –               |
| 10º  | 1                          | –               |

### Classificados
|             | Masculino              | Feminino            | Duplas                                      | Dança no gelo                              |
| ----------- | ---------------------- | ------------------- | ------------------------------------------- | ------------------------------------------ |
| 1           | RUS Andrei Griazev     | JPN Miki Ando       | CAN Jessica Dubé / Bryce Davison            | HUN Nóra Hoffmann / Attila Elek            |
| 2           | USA Evan Lysacek       | SWE Lina Johansson  | RUS Maria Mukhortova / Maxim Trankov        | RUS Natalia Mikhailova / Arkadi Sergeev    |
| 3           | CZE Tomáš Verner       | JPN Mai Asada       | RUS Tatiana Kokoreva / Egor Golovkin        | RUS Elena Romanovskaya / Alexander Grachev |
| 4           | CAN Christopher Mabee  | USA Danielle Kahle  | RUS Natalia Shestakova / Pavel Lebedev      | ISR Alexandra Zaretsky / Roman Zaretsky    |
| 5           | USA Jordan Brauninger  | USA Kimmie Meissner | UKR Tatiana Volosozhar / Petr Kharchenko    | UKR Anna Zadorozhniuk / Sergei Verbillo    |
| 6           | RUS Alexander Uspenski | HUN Viktória Pavuk  | USA Andrea Varraux / David Pelletier        | USA Morgan Matthews / Maxim Zavozin        |
| 7           | RUS Sergei Dobrin      | RUS Olga Naidenova  | RUS Anastasia Kuzmina / Stanislav Evdokimov | RUS Olga Orlova / Maxim Bolotin            |
| 8           | JPN Nobunari Oda       | JPN Akiko Kitamura  | RUS Arina Ushakova / Alexander Popov        | RUS Ekaterina Rubleva / Ivan Shefer        |
| Substitutos |                        |                     |                                             |                                            |
| 1º          | FRA Alban Préaubert    | USA Katy Taylor     | USA Brittany Vise / Nicholas Kole           | ITA Camilla Spelta / Luca La Notte         |
| 2º          | JPN Kazumi Kishimoto   | CZE Lucie Krausová  | CAN Michelle Cronin / Brian Shales          | ITA Anna Cappellini / Matteo Zanni         |
| 3º          | CAN Shawn Sawyer       | JPN Aki Sawada      | USA Amy Howerton / Steven Pottenger         | CAN Lauren Senft / Leif Gislason           |